# 西口勇 (守口市長)
西口 勇 (にしぐち いさむ、1945年 <昭和20年> 4月2日 - 2011年 <平成23年> 7月26日) は、日本の政治家。元大阪府守口市長（1期）。位階は従五位。旭日小綬章。

## 経歴
大阪府出身。京阪高等学校卒。1999年大阪府議に初当選。自民党に所属し、2期務めた後、2007年守口市長選挙に立候補し、当選。守口市長を1期務める。2011年に病気のため、市長を退任、退任後間もなく死去した。

## 栄典
- 死没日付をもって従五位に叙され、旭日小綬章が追贈された[2]。